# بيبك (أديامان)
بيبك (بالكردية: Bebeg‏) (بالتركية: Bebek)‏ هي قرية كرديّة تتبع إداريّاً لمديرية أديامان في محافظة أديامان التركية الواقعة في جنوب شرق الأناضول. وبلغ عدد سكانها 349 نسمة في عام 2021.